# (5535) Annefrank
(5535) Annefrank est un astéroïde de la ceinture principale, découvert par Karl Reinmuth le 23 mars 1942 à l'observatoire du Königstuhl, près de Heidelberg. Il a été nommé ainsi en 1995 sur proposition de Christopher Aikman pour le cinquantième anniversaire de la fin de la Seconde Guerre mondiale, en hommage à Anne Frank, jeune fille juive morte en déportation et connue pour son journal intime.

## Visite par Stardust
Le 2 novembre 2002, la sonde spatiale Stardust est passée à une distance de 3 079 km de Annefrank. Les photographies prises montrent que l'astéroïde a un diamètre de 6,6×5,0×3,4 km, deux fois plus important qu'on le pensait. Il possède une forme très irrégulière, avec de nombreux cratères d'impacts. Son albédo est estimé à 0,24.